# Gröden, Sydtyrolen
Gröden eller Val Gardena, ladinska Gherdëina) är en dal i den autonoma italienska provinsen Sydtyrolen som ligger i regionen Trentino-Sydtyrolen. De tre huvudorterna i dalen är Ortisei (Urtijëi på ladinska och St Ulrich på tyska), Santa Cristina och Sëlva (Wolkenstein på tyska). Dalen har en stor tysk och ladinsk befolkning. 
Gröden stod som arrangör för världsmästerskapen i alpin skidsport 1970. Dalen är en del av det enorma sammanvuxna skidområdet Dolomiti Super Ski som består av tiotals dalar och över 400 liftar. Sëlva i Val Gardena är också en av startpunkterna i rundturen Sellaronda.

### Fotnoter
1. ↑  Wayne Seretis (7 februari 2018). ”Hemligheten bakom guldet” (på svenska). Expressen. https://www.expressen.se/sport/alpint/hemligheten-bakom-guldet/. Läst 27 oktober 2018.